# Propomacrus bimucronatus
Propomacrus bimucronatus är en skalbaggsart som beskrevs av Peter Simon Pallas 1781. Propomacrus bimucronatus ingår i släktet Propomacrus och familjen Euchiridae. Inga underarter finns listade i Catalogue of Life.

## Bildgalleri

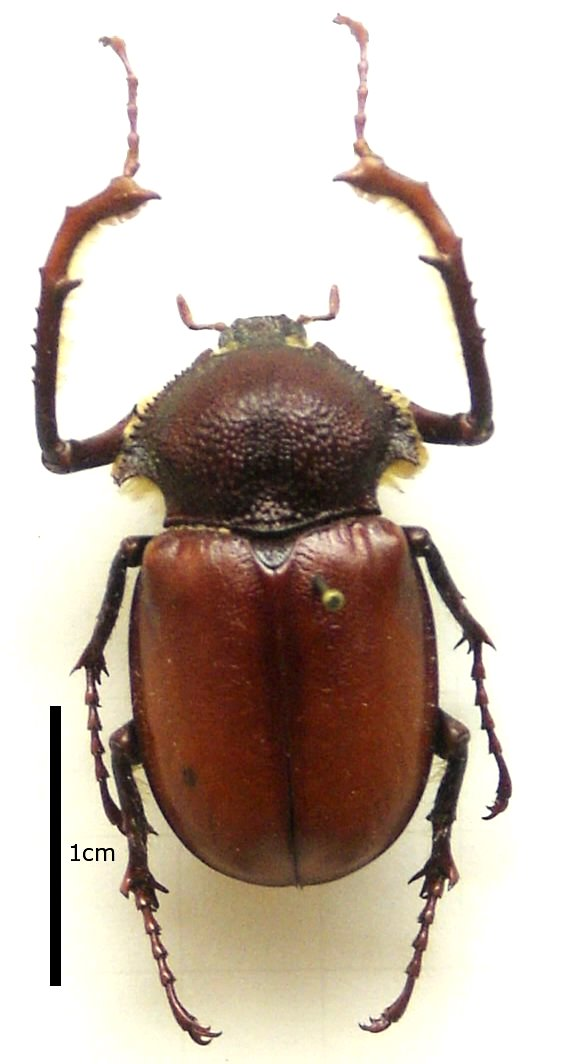